# Don Juan d’Austria
Die Don Juan d’Austria war ein Kasemattschiff der österreichischen Marine. Es wurde 1876 als zweites Schiff der Kaiser-Max-Klasse in Dienst gestellt und sank 1919 unter unklaren Umständen.

## Geschichte
Bereits 1863 stellte die österreichische Marine Panzerfregatten zweiter Klasse in Dienst, welche die Namen Kaiser Max, Prinz Eugen und Juan d’Austria trugen. Diese drei Schiffe der ersten Kaiser-Max-Klasse hatten hölzerne Rümpfe, auf die eine Eisenpanzerung aufgebracht war. Die Holzrümpfe waren jedoch bereits nach wenigen Jahren unbrauchbar geworden. Ein Ersatz der Schiffe durch Neubauten war im Budget der Marine nicht unterzubringen, eine Reparatur hingegen wurde ohne politischen Gegenwind genehmigt. Entsprechend gingen die Prinz Eugen an die Marinewerft in Pola, Kaiser Max und Juan d’Austria hingegen nach Triest zu Stabilimento Tecnico Triestino, um sich einer solchen „Reparatur“ zu unterziehen. De facto handelte es sich aber um einen Neubau der Schiffe. Die Holzrümpfe wurden abgewrackt und nur Teile der Panzerung, die Antriebsanlage mit Ausnahme der Dampfkessel sowie die noch brauchbaren sonstigen Ausrüstungsgegenstände weiterverwendet.
Mit dem Neubau der Juan d’Austria wurde ebenso wie bei der Kaiser Max am 14. Februar 1874 in Triest begonnen. Das Schiff lief am 25. Oktober 1875 vom Stapel. Während Kaiser Max und Prinz Eugen die Namen ihrer direkten Vorgänger behielten, wurde er bei der Juan d’Austria geringfügig in Don Juan d’Austria geändert. Die Neubauten behielten in etwa die Maße der Panzerfregatten bei, doch konnte die indizierte Leistung der Dampfmaschine auf 2755 PS und dadurch die Höchstgeschwindigkeit auf 13,28 kn gesteigert werden. Die Bewaffnung fiel deutlich anders aus und bestand aus acht 21-cm-Hinterladern von Krupp, vier 9-cm-Hinterladern, sechs Schnellfeuergeschützen und drei Revolverkanonen des Kalibers 4,7 cm, zwei 2,5-cm-Maschinenkanonen sowie vier Torpedorohren mit 35 cm Durchmesser, von denen je eines an Bug und Heck sowie an jeder Seite angeordnet war. Darüber hinaus befanden sich zwei 7-cm-Kanonen als Landungsgeschütze an Bord.
Die Don Juan d’Austria konnte am 26. Juni 1876 als erste der drei Einheiten in Dienst gestellt werden. Die offizielle Reparatur hatte etwa das dreifache eines tatsächlichen Neubaus gekostet. Das Panzerschiff wurde 1880 leicht umgebaut, vor allem seine Takelage von ursprünglich 1633,15 m² auf 1158,60 m² Segelfläche verkleinert. So ausgestattet blieb es noch einige Jahre im Dienst und wurde am 29. Juni 1904 aus der Liste der Kriegsschiffe gestrichen. Ab 1905 erfolgte eine Nutzung als Wohnschiff für Torpedobootsbesatzungen. Die Don Juan d’Austria sank schließlich 1919. Die genauen Umstände ihres Untergangs sind nicht bekannt.